# جان دارك (فرقة)
جان دارك (بالآنجليزية Janne Da Arc, باليابانية ジャンヌダルク «لا تشير إلى الشخصية التاريخية جان دارك») هي فرقة روك يابانية تشكلت عام 1989 بأوساكا وبدأ ظهورها عام 1996 إنفصل أعضاء الفرقة عام 2007, عادة أسم الفرقة يُختصر إلى جان (Janne) أو (JDA)

## البداية (1989: 1996)[1]
1989: تكونت الفرقة من 5 أعضاء هم: (ياسو «مُغني» - يو «عازف غيتار» - كايو «عازف غيتار» - إينو «عازف بايس» - تيبا «عازف طبول») في مدينة هيراكاتا بأوساكا، وكان وقتها الفرقة لم تُعرف باسمها الحالي إلا بعد عرضهم الموسيقي في مسرح Hirakata BLOWDOWN عام 1991, ومنذ ذلك الوقت أصبحت الفرقة معروفة بأسم جان دارك.
1992 : 1994: قامت الفرقة بأصدار ثلاث شرائط تجريبية (Demo Tapes)
1996: خرج كلاً من تيبا وإينو وكايو في الفترة من العام 1991 حتى عام 1995, وأنضم كلاً من «كايو (Ka-Yu) عازف البايس - كيو (Kiyo) عازف البيانو (Keyboard) - شوجي (Shuji) عازف الطبول» وهكذا كان تكوين الفرقة بالشكل الذي أستمر حتى عام 2019, وبدأو أول عرض لهم بذلك التكوين في صالة Namba ROCKETS بأوساكا في مايو 1996.

## الانطلاقة (1997: 1999)
تعرف هذه الفترة بأسم ”Indies Era" أو فترة الاستقلالية، وذلك لآن الفرقة لم تكن تابعة لآي وكالة موسيقية بعد.. وكان هناك فرق أخرى مستقلة في نفس وقت ظهورها مثل ”لارك أن سيل (L'arc un ciel) قوس قزح بالفرنسية - دير إون جري (Dir en grey) - رافايل (Raphael) - سيام شايد (Siam Shade) - وغيرها من الفرق..." وقد قامت الفرقة بأصدار بعض الآلبومات في تلك الفترة.
1997: قامت الفرقة بأصدار أول ألبوم تجريبي على هيئة شريط كاسيت يُعرف بأسم (Resist) في شهر يوليو لعام 1997 كان يحتوي على أربعة أغاني (Ice - Resistance - Lady - Stare).
1998: قامت الفرقة بأصدار ألبوم EP الآول لها (Dearly) في أبريل 1998, والآلبوم الثاني (Resist) في شهر ديسمبر، ويشمل الآلبوم الثاني النسخة النهائية من أغاني الشريط التجريبي وأغنتين جديدتين (Hunting - Misty Land).
1999: تم الإعلان عن السينجل الآول (Major Debut Single) في العرض النهائي لجولة Necessity for New Field of Creation في صالة Akasaka BLITZ بطوكيو في فبراير 1999, وبعدها قامت الفرقة بأصدار الآلبوم الثالث (CHAOS MODE) في مارس 1999 وهو الآلبوم المستقل الآخير للفرقة لآنها تعاقدت مع شركة cutting edge «حالياً motorod» التابعة لوكالة إفيكس للتسجيلات (Avex trax.), بالآضافة إلى جولة CHAOS MODE في أبريل 1999.

## الترسيم (1999)
أعلنت الفرقة في العرض النهائي لجولة Necessity for New Field of Creation عن السينجل الآول، وقاموا بالآفصاح عن موعد إصدار السينجل الأول في جولة CHAOS MODE في صالة Shibuya KODAIDO (صالة شيبويا العامة) بطوكيو مُعلنة بذلك انتهاء الحقبة الآستقلالية وبداية فترة جديدة من النجاحات
1999/5: أُصدر السينجل الآول (RED ZONE) في 19 مايو 1999, وكان أول سينجل للفرقة يدخل ضمن جدول اوريكون بأعلى ترتيب لمدة ثلاث سنوات ونصف حتى يتخطاه سينجل (Love is Here) عام 2004 ليصل إلى قائمة TOP 3 في جدول الاوريكون، يشمل السينجل اغنيتين (RED ZONE - seal), وقد تم أعادة أصدار السينجل عام 2001 ولكن بنسخة ماكسي (Maxi) وليست نسخة 8cm مضاف إليها نسخة معاد توزيعها من أغنية seal بأسم (seal - Gang Bang In SOVIET mix-).

## التوقف (2007)
بعد جولة (DEAD or ALIVE) التي كانت في صالة Saitama SUPER ARENA (صالة سايتاما العملاقة) بسايتاما عام 2006, بدأ الأعضاء في مشاريعهم المنفردة (Solo Projects) في 2007, فقد قام ياسو بتكوين فرقة (Acid Black Cherry, تُختصر إلى ABC) وكايو قام بتكوين فرقته الخاصة (DAMIJAW) وتمسك بكونه عازف بايس بالآضافة إلى الغناء، بالنسبة لـ «يو» فقد قام بأصدار ثلاث ألبومات تحمل مُسمى LIFE حتى عام 2008 إلى جانب العروض الغنائية، وعلى عكس كايو فإن مشروع يو يعتمد على الألحان فقط وليس الغناء، أما بالنسبة لـ«كيو» و «شوجي» فأستمروا بالعمل كملحنين لبعض الفرق.
كيو قام بأصدار الآلبوم الآول له (Artisan of Pleasure) عام 2007 ولم يصدر بعدها أي ألبومات أخرى، أما شوجي فلم يصدر ألبومات أو قام بأي نشاط غنائي، والواضح أنه أكتفى بالعروض الغنائية كما يفعل «يو» منذ عام 2008 حتى الآن.

## الانفصال (2019)
اُعلن انفصال فرقة جان دارك بشكل رسمي في الأول من أبريل 2019, حيث اُعلن خروج كايو من الفرقة رسمياً بسبب بعض المشاكل القانونية التي تواجهه، وهناك إشاعة تقول أنه مُتهم بمارسة الجنس مع فتاة قاصرة «لم يتم التأكد من الإشاعة», وكان من المقرر أن تُقام حفلة أخيرة لجان دارك لكن مشاكل كايو القانونية وظروف ياسو الصحية التي بدأت بعد إصداره ألبوم Acid Blood Cherry في يونيو 2017 جعلت كل من يو، كيو، وشوجي يلغيان تلك الفكرة، وبذلك تنتهي مسيرة جان دارك التي استمرت لمدة 23 عاماً.
حالياً كل من يو، كيو، وشوجي قد قاموا بعمل ما أشبه بالتعاون، حيث أنهم سيؤدون العروض المباشرة معاً ‘لى جانب مُغنيين وعازفين بايس أخرين.

## روابط خارجية
- جان دارك على موقع ميوزك برينز (الإنجليزية)
- جان دارك على موقع ديسكوغز (الإنجليزية)